# El Salto, Pinos
El Salto är en ort i Mexiko.   Den ligger i kommunen Pinos och delstaten Zacatecas, i den centrala delen av landet, 400 km nordväst om huvudstaden Mexico City. El Salto ligger 2 093 meter över havet och antalet invånare är 231.
Terrängen runt El Salto är lite kuperad. Runt El Salto är det ganska glesbefolkat, med 21 invånare per kvadratkilometer. Närmaste större samhälle är Santiago, 7,9 km sydost om El Salto. Omgivningarna runt El Salto är i huvudsak ett öppet busklandskap.